# 国家预警信息发布中心
国家预警信息发布中心成立于2015年2月26日，是中华人民共和国的一个政府机构，中国国家应急管理体系的组成部分。中心挂靠中国气象局公共气象服务中心，为中华人民共和国国务院应急管理部门面向政府应急责任人和社会公众提供综合预警信息的权威发布机构，依托气象业务体系，通过专用通道、专线接入，实现76类预警信息的统一发布。并也依托海洋传真图、“村村响”应急广播等多种形式精准推送信息到受影响者。

## 背景
2003年发生SARS事件后，中国着手制定《突发事件应对法》，并于2005年底批复成立国务院应急办，规划突发公共事件应急体系建设。
2006年，国务院办公厅印发《“十一五”期间国家突发公共事件应急体系建设规划》，其中提出，依托中国气象局业务系统和气象预报信息发布系统，扩建配套系统，建设形成国家突发公共事件预警信息综合发布系统。中国气象局次年编制了系统建设可行性研究报告，2010年获国家发改委批准，2011年全面启动建设工作，2013年年底完成建设任务，2014年投入试运行。2015年5月1日正式上线，5月18日国家预警信息发布中心正式挂牌成立。2016年9月，国家预警发布系统一期工程竣工验收。

## 架构
预警信息发布平台采用“一纵四横”架构，在国家、省、地三级部署，并在县级应用。“一纵”为国家、省、地三级平台和县级终端互联互通、信息实时共享、发布手段共用，“四横”为国家、省、地、县级各层面上的信息发布机构和应急管理等部门的平台互联互通、信息实时共享、快速发布。
计划建设1个国家级、31个省级、342个市级管理平台，并建设2379个县级预警信息发布管理终端（各配置一台微型计算机）用于登录上级平台和管理预警信息发布。

## 早期建设
国家气象局颁布的《气象事业发展“十一五”规划（2006-2010年）》中，“国家突发公共事件预警信息发布系统”为重点建设项目之一。由中国气象局牵头建设，确定了河南、江西、安徽、北京、广东、甘肃等省（市）作为项目建设试点省份。
2008年7月21日，国家突发公共事件预警信息发布系统山西分中心建设项目立项。2011年底，山西省级中心试运行。
2013年2月6日，上海市政府批准成立上海市突发事件预警信息发布中心。

## 发展
2015年5月18日，国家预警信息发布中心启动会在京举行，中心正式投入运行，预警发布进入常态化。国务院应急管理办公室、中央编办、工信部、水利部、地震局、海洋局等20多家部委和政府机关代表参加启动会。
2016年12月，国家预警信息发布中心与国家人防办联合调研组赴全国多地，调研利用人防警报器发布突发事件预警信息。2018年1月，中国气象局与国家人防办联合印发《关于人防部门接入使用国家突发事件预警信息发布系统的通知》，推进对接融合。
2020年1月，一周内，全国各级各部门通过国家预警信息发布中心，发布新冠传染病疫情相关信息140条，其中国家级发布信息9条、省级发布17条、市级发布102条、县级发布12条。
2020年5月，国家预警信息发布中心与滴滴出行开启战略合作，增进数据融合共享和预警信息传播。截至此时，预警公众覆盖率87.3%，预警发布时效3至8分钟。。
2021年12月30日，国务院印发《“十四五”国家应急体系规划》，其中提出“建设基于云架构的新一代国家突发事件预警信息发布系统”。
2022年6月26日，与抖音联合上线灾害应急信息平台，红色预警发布后平台将自动运行，发布预警信息并引导公众正确应对，公众还可反馈受灾信息、平安或求助信息等。
截至2022年10月，通过编制推行相关标准，单条预警信息发布平均用时已由10分钟降低到1分钟，错误率从原千分之三下降到2020年的万分之一。预警发布覆盖率于2021年提升至92.7%。
2022年11月，联合国气候变化框架公约第27次缔约方大会发布全民早期预警行动计划，提出2027年前向全世界所有人提供灾害预警，即“人人享有预警”。中国生态环境部、中国气象局于2023年4月与世界气象组织签署合作协议，承诺支持这一倡议。截至2023年5月，中国的预警覆盖率达97.7%。

## 专用电话号码及手机客户端
中国气象局申请了“12379”专用号码用于预警信息发布平台的建设。12379可通过短信、语音外呼等发布预警信息，信息通常在首或尾注明信息发布单位。该号码也具备热线电话功能，部分地区可通过拨打12379获知预警信息。各地12379系统的发布能力通常为短信每秒几百条，语音通话上百路。与此同时，部分地区的12379系统因每日均发送预警提示短信且难以屏蔽，曾引起公众不满。
2015年，12379 Android版手机客户端研发完成，次年9月，iOS版客户端制作完成。手机客户端可提供全国预警信息、天气预报、预警信息推送等功能。
截至2021年，经12379发布的预警短信，在全国大部分地区需由内容提供部门承担运营商收取的短信费用。全国政协委员、中国气象局公共气象服务中心气象服务首席朱定真建议落实向应急责任人发送防灾预警短信免除资费，或者通过政府购买服务等方式解决。

## 拓展阅读
- 《国家突发事件预警信息发布情况月报 （页面存档备份，存于）》（简体中文），中国气象局
- 《国家突发事件预警信息发布系统运行管理办法 （页面存档备份，存于）》（试行），国办秘函〔2015〕32号
- 《国家突发事件预警信息发布系统与应急广播系统信息交互要求 （页面存档备份，存于）》，行业标准，全国标准信息公共服务平台